# Miglos

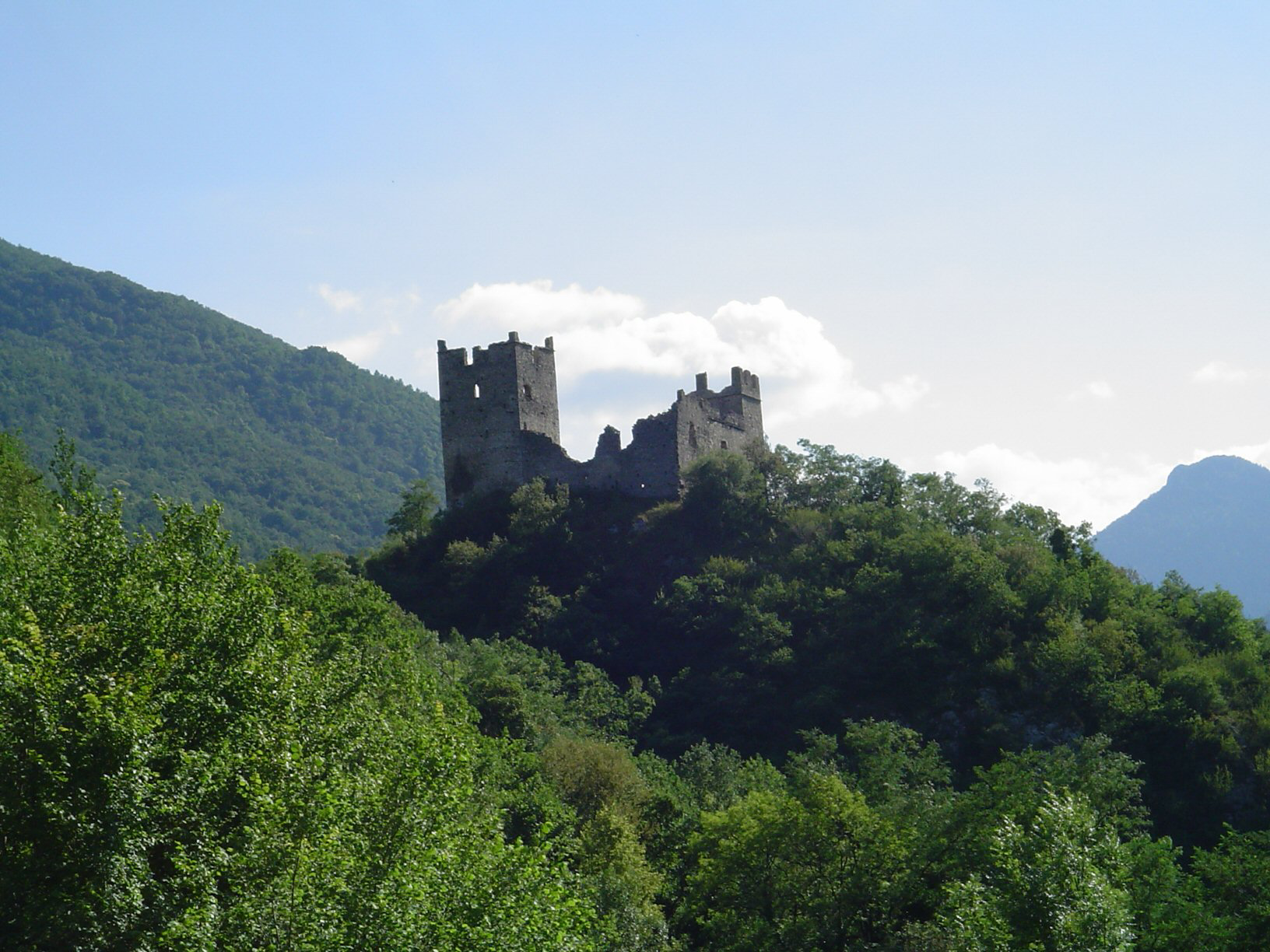
Château de Miglos

Miglos là một xã ở tỉnh Ariège, thuộc vùng Occitanie ở phía tây nam nước Pháp.